# Juan Antonio Calvo Carazo
Juan Antonio Calvo Carazo (Nava del Rey, Valladolid, 22 de agosto de 1948 - Murcia, 3 de junio de 2020) fue un periodista deportivo español. Cofundador de Don Balón.

## Biografía
Nacido en la localidad vallisoletana de Nava del Rey. Su familia se trasladó a Barcelona, al ser destinado su padre, que era militar, allí. En la ciudad condal estudió Derecho (Universidad de Barcelona) y Periodismo.
En 1967 comenzó su carrera periodística en el diario barcelonés Mundo Deportivo, donde permaneció como redactor y jefe de sección de fútbol internacional hasta 1988. Durante esos años fue enviado a cubrir las principales citas deportivas del momento: Eurocopa de 1980, Copa Mundial de fútbol 1982, Eurocopa de 1984, y la Copa Mundial de fútbol 1986. 
El 7 de octubre de 1975  fundó junto con otros periodistas la revista deportiva semanal Don Balón, donde colaboró con regularidad. También fue el corresponsal en Barcelona de los diarios nacionales: El Alcázar, La Gaceta del Norte, Deia y El Diario Vasco.
En la década de los ochenta se trasladó a Murcia, ciudad en la que vivió durante más de treinta años, hasta su fallecimiento. En la ciudad del río Segura, trabajó en el diario La Verdad, en las ediciones de Alicante -como jefe de deportes-, y Murcia -como redactor jefe y adjunto al director-. Allí continuó colaborando después de su jubilación. Durante esos años fue enviado a través de la agencia Colpisa como corresponsal para los periódicos de Vocento, los Juegos Olímpicos de Barcelona 1992, Copa Mundial de fútbol 1994, Eurocopa de 1996 y la Copa Mundial de fútbol 1998.
Como periodista, también hizo incursiones en la televisión, y fundamentalmente en la radio. En televisión colaboró en el programa deportivo de televisión Grada 6 (Murcia). En el medio radiofónico, trabajó como redactor en el programa Radiogaceta de los deportes, de Radio Nacional de España; Radio Peninsular; como jefe de deportes en Radio 80 (Barcelona), y en Punto Radio (Murcia).
Formó parte de la junta directiva de la Asociación de la Prensa Deportiva de la Región de Murcia, desde donde intervino en la organización del congreso nacional en Murcia (2013).
Casado con Mercedes. El matrimonio tuvo tres hijos: Juan Antonio, Javier y Carlos.
Falleció a los setenta y un años en Murcia, después de sufrir varios infartos de miocardio durante sus últimos años.